# 王梅祥
王梅祥（1960年9月—），男，汉族，中华人民共和国化学家，清华大学化学系教授、博士生导师，第十届全国人大代表，第十一、十二、十三届全国政协委员。中国科学院院士。

## 生平
復旦大学1979级化学系本科畢業。2008年，当选第十一届全国政协常务委员，代表无党派人士，分入第十五组。2018年1月，当选第十三届全国政协委员。